# Bassem Mohsen al-Wardani
Bassem Mohsen al-Wardani (ca. 1981 - Caïro, 22 december 2013) was een Egyptisch activist en protestleider. Hij nam deel aan de Egyptische Revolutie van 2011 op het Tahrirplein in Caïro. Later dat jaar verloor hij tijdens een demonstratie een oog door een politiekogel en kort daarop werd hij opgepakt en veroordeeld tot twee jaar gevangenisstraf. Hij werd vervroegd vrijgelaten toen Mohamed Morsi aan het bewind kwam. In 2012 werd hij de leider van de beweging Tamarod (Revolutie) in Suez. Tijdens protesten in december 2013 werd hij door drie politiekogels getroffen en twee dagen later overleed hij aan zijn verwondingen.

## Biografie
Al-Wardani komt oorspronkelijk uit Suez en trok tijdens de Egyptische Revolutie van 2011 naar Caïro om zich op het Tahrirplein aan te sluiten bij de demonstraties voor meer democratie en vrijheid en tegen het bewind van president Moebarak.
Na de val van Moebarak op 11 februari 2011 kwam het opnieuw tot protesten en later in dat jaar, in november, werd hij in zijn gezicht geraakt door een politiekogel waardoor hij zijn linkeroog verloor.
In juli 2012 werd hij opgepakt en door een militaire rechtbank veroordeeld tot twee jaar gevangenisstraf. Hij werd echter al vrij snel weer vrijgelaten nadat Moslimbroeder Mohamed Morsi was aangetreden als president. Al snel rees de ontevredenheid over het nieuwe bewind, waarbij het in oktober 2012 tot een zwaar handgemeen kwam tussen seculiere liberale activisten en aanhangers van de Moslimbroederschap. Door dit voorval sloot Al-Wardani zich aan bij de grassrootsbeweging Tamarod (vertaald Rebellie) en werd hij leider van de beweging in de stad Suez. Door middel van omvangrijke demonstraties en een handtekeningenactie wist de beweging de druk op Morsi op te voeren, wat uiteindelijk leidde tot diens afzetting door het leger op 3 juli 2013. Sindsdien is de macht feitelijk weer in handen van de Opperste Raad van de Strijdkrachten (SCAF).
Het leger trok hierna steeds meer macht naar zich toe en pakte in de erop volgende maanden meer dan duizend aanhangers van de Moslimbroederschap op. De SCAF ontwierp verder een vervanger van de grondwet van Morsi met onder meer een verbod op vergunningloze demonstraties. Uit zorg hierover verzoende Mohsen zich met zijn rivalen van de Moslimbroederschap en deed hij op 20 december van dat jaar mee aan een gezamenlijk protest. Tijdens deze demonstratie schoot de politie met scherp en werd hij geraakt door drie kogels; in zijn hoofd, maag en voet. Twee dagen later bezweek hij aan zijn verwondingen.